# Pyrrhorachis rhodometopa
Pyrrhorachis rhodometopa là một loài bướm đêm trong họ Geometridae.